# Cox (kommunhuvudort)
Cox är en kommunhuvudort i Spanien.   Den ligger i provinsen Provincia de Alicante och regionen Valencia, i den sydöstra delen av landet, 400 km sydost om huvudstaden Madrid. Cox ligger 22 meter över havet och antalet invånare är 6 411.
Terrängen runt Cox är platt åt nordost, men åt sydväst är den kuperad. Runt Cox är det ganska tätbefolkat, med 207 invånare per kvadratkilometer. Närmaste större samhälle är Orihuela, 8,0 km sydväst om Cox. Trakten runt Cox består till största delen av jordbruksmark.